# Hydroptila rheni
Hydroptila rheni är en nattsländeart som beskrevs av Friedrich Ris 1896. Hydroptila rheni ingår i släktet Hydroptila och familjen smånattsländor. Inga underarter finns listade i Catalogue of Life.